# Робокап (филм из 2014)
Робокап (енгл. RoboCop) је амерички сајберпанк суперхеројски филм из 2014. године у режији Жозеа Падиље. Сценарио потписују Џошуа Цетумер и Едвард Нејмејер на основу истоименог филма из 1987. године, док су продуценти филма Марк Ејбрахам и Ерик Њумен. Музику је компоновао Педро Бромфмен.
Насловну улогу тумачи Џоел Кинаман као полицијски детектив Алекс Марфи (Робокап), док су у осталим улогама Гари Олдман, Мајкл Китон, Аби Корниш, Џеки Ерл Хејли, Мајкл К. Вилијамс, Џенифер Или, Џеј Барушел и Самјуел Л. Џексон. Светска премијера филма је била одржана 12. фебруара 2014. у Сједињеним Америчким Државама.
Screen Gems, америчка филмска компанија, је 2005. најавила римејк, али је обустављен годину дана касније. Дарен Аронофски и Дејвид Селф су били ангажовани за режију и писање сценарија до 2010. године, али је прављење филма одгађано неколико пута, а Жозе Падиља је потписао уговор 2011. чиме се кренуло у реализацију филма. У марту 2012. Metro-Goldwyn-Mayer (наследник компаније Orion Pictures до 11. септембра 2014. тј. студио који је први филм продуцирао 1987.) објавио је пуштање у промет филма у августу 2013. године, али и тај датум је промењен у фебруар 2014. као датум издавања. Главне улоге су биране од марта до јула 2012. Почетне фотографије су снимане у септембру 2012. у Торонту, Ванкуверу и Хамилтону у Канади, са још неким локацијама попут Детроита у Сједињеним Америчким Државама.
Филм је добио различите рецензије, од од похвале за изведбу, ажурирање и стил те политичке и медијске сатире, која се налази у њему. Али критике у поређењу са оригиналним филмом су биле везане за недостатак насиља, друштвене сатире те развоја карактера. Буџет филма је износио 130 000 000 долара, а зарада на кино благајнама широм света је износила 242 600 000 долара, чинећи Робокап филмом са највећом зарадом у франшизи филмова Робокап.

## Радња
2028. године, мултинационални конгломерат OmniCorp револуционише ратовање увођењем роботизираних мировних снага способних да одржавају ред и мир у врућим тачкама као што су Вијетнам, Ирак, Авганистан и Иран. Предвођена генералним директором Рејмондом Селарсом (Мајкл Китон), компанија прелази на тржиште своје технологије домаћим органима за спровођење закона, али доношење Дрејфусовог закона којим се забрањује постављање милитаризованих беспилотних летелица у Сједињеним Америчким Државама то спречава. 
Свестан да се већина американаца противи кориштењу војних система у својим заједницама, Селарс тражи од доктора Денита Нортона (Гари Олдман) и његовог истраживачког тима да смисле алтернативу. Резултат је предлог за киборшког полицајца. Међутим, Нортон обавештава Селарса да само неко ко је довољно стабилан да се снађе као киборг може претворити у једног, а неки кандидати су одбијени.

## Улоге
| Глумац            | Улога                 |
| ----------------- | --------------------- |
| Џоел Кинаман      | Алекс Марфи / Робокап |
| Гари Олдман       | др Денит Нортон       |
| Мајкл Китон       | Рејмонд Селарс        |
| Аби Корниш        | Клара Марфи           |
| Џеки Ерл Хејли    | Рик Матокс            |
| Мајкл К. Вилијамс | Џек Луис              |
| Џенифер Или       | Лиз Клајн             |
| Џеј Барушел       | Том Поуп              |
| Самјуел Л. Џексон | Пет Новак             |